# Packard 1A-1500
El Packard 1A-1500 fue un motor estadounidense de pistones aeronáutico de 12 cilindros en V a 60° diseñado en 1924. Probado en vuelo en el segundo prototipo del Douglas XO-2, demostró no ser confiable. Sólo se fabricaron 29 unidades.

## Especificaciones (1A-1500)
- Tipo: Motor de pistones de 12 cilindros en V, refrigerado por agua.
- Cilindros:

- Diámetro: 136,5 mm
- Carrera: 140 mm

- Desplazamiento: 24,5 l
- Peso: 326,5 kg
- Válvulas: cuatro válvulas por cilindro, árbol de levas a la cabeza
- Enfriamiento: por líquido
- Potencia: 520 hp (387,8 kW) a 2.200 rpm para despegue
- Potencia/litro: 21,22 hp/l (15,8 kW/l)
- Potencia/peso: 1,16 hp/kg (0,87 kW/kg)

## Aplicaciones
- Boeing Model 15
- Boeing XP-4
- Curtiss Falcon
- Douglas XO-2
- Loening OL

## Diseños similares
- Curtiss D-12
- Fairey Prince (V-12)
- Rolls-Royce Kestrel